# Noruega nos Jogos Olímpicos de Verão de 1912
A Noruega nos Jogos Olímpicos de Verão de 1912, em Estocolmo, na Suécia, competiu e conquistou um total de nove medalhas, sendo quatro de ouro, uma de prata e quatro de bronze.